# Fedor von Bock
Fedor von Bock (3 de dezembro de 1880 - 4 de maio de 1945) foi um Marechal-de-Campo alemão que combateu na Segunda Guerra Mundial, onde comandou o Grupo de Exércitos Centro no ataque à Rússia, na Operação Barbarossa. Bock reprovava o nazismo e por isso, sempre se manteve distante de questões políticas, tanto nas tratativas com os dirigentes nazistas quanto com os conspiradores.

## Início da carreira
Nascido em Küstrin, Alemanha, ingressou no Exército em 1898, como Segundo-tenente. Na Primeira Guerra Mundial, inicialmente com a patente de capitão, integrou o Estado-Maior do Exército. Agraciado com a Pour le Mérite, von Bock terminou o conflito com a patente de Major, como Chefe de Operações do Estado-Maior do Grupo de Exércitos Deustscher Kronprinz. Ao longo do conflito, von Bock ainda acumulou diversas funções burocráticas e de gabinete, ao invés de comandar diretamente unidades de campo.

## Entre Guerras
Após o fim do conflito, permaneceu na ativa, onde foi transferido para o Estado-Maior do Exército. Em 1920, alcançou a patente de tenente-coronel, como Chefe do Estado-Maior do Wehrkreis III. Ao longo da década de 1920, von Bock foi galgando posições no Exército. Em 1924, comandou o II. Batalhão do 4º Regimento de Infantaria; depois, já com o posto de Coronel, ingressou no Estado-Maior desse mesmo regimento, para logo depois se tornar o comandante. Em 1931, von Bock foi transferido para Stettin, onde assumiu o comando da 2º Divisão e do Wehrkreis II, cargo que ocupou até 1935, com a tomada do poder pelos nazistas e a consequênte reformulação completa do Reichswehr.

## Sob o nazismo
Em 1935, com a criação da Wehrmacht, von Bock ascendeu de forma mais rápida na hierarquia militar, tornando-se General der Infanteria em 1935 e Generaloberst (General de Grupo de Exércitos) em 1938. Em junho de 1941, recebeu de Hitler, juntamente com outros 12 Generais, o posto de Generalfeldmarschall (Marechal de Campo), em tese a patente mais alta do Exército Alemão. Ao início da guerra, junto com Gerd von Rundstedt, Ritter von Leeb e Kleist, von Bock era um dos mais antigos e experientes comandantes de campo.

## Expansão nazista
Em 1938, von Bock coordenou a invasão da Tchecoslováquia. Em 1939, na invasão da Polônia, comandou o Grupo de Exércitos Norte, que invadiu a Polônia pelo noroeste, com o 4º Exército e pela Prússia, com o 3º Exército, alcançando em duas semanas a capital polonesa, Varsóvia, cercanco-a. Varsóvia ainda resistiu por duas semanas ao cerco alemão, mas o destino da batalha já estava definido assim que as tropas alemães quebraram a linha defensiva do inimigo, levando suas forças ao colapso. Pela atuação destacada na campanha polonesa, von Bock foi agraciado, ao fim da campanha, com a Cruz de Cavaleiro da Cruz de Ferro (Ritterkreuz des Eisernen Kreuzes em alemão).

## França

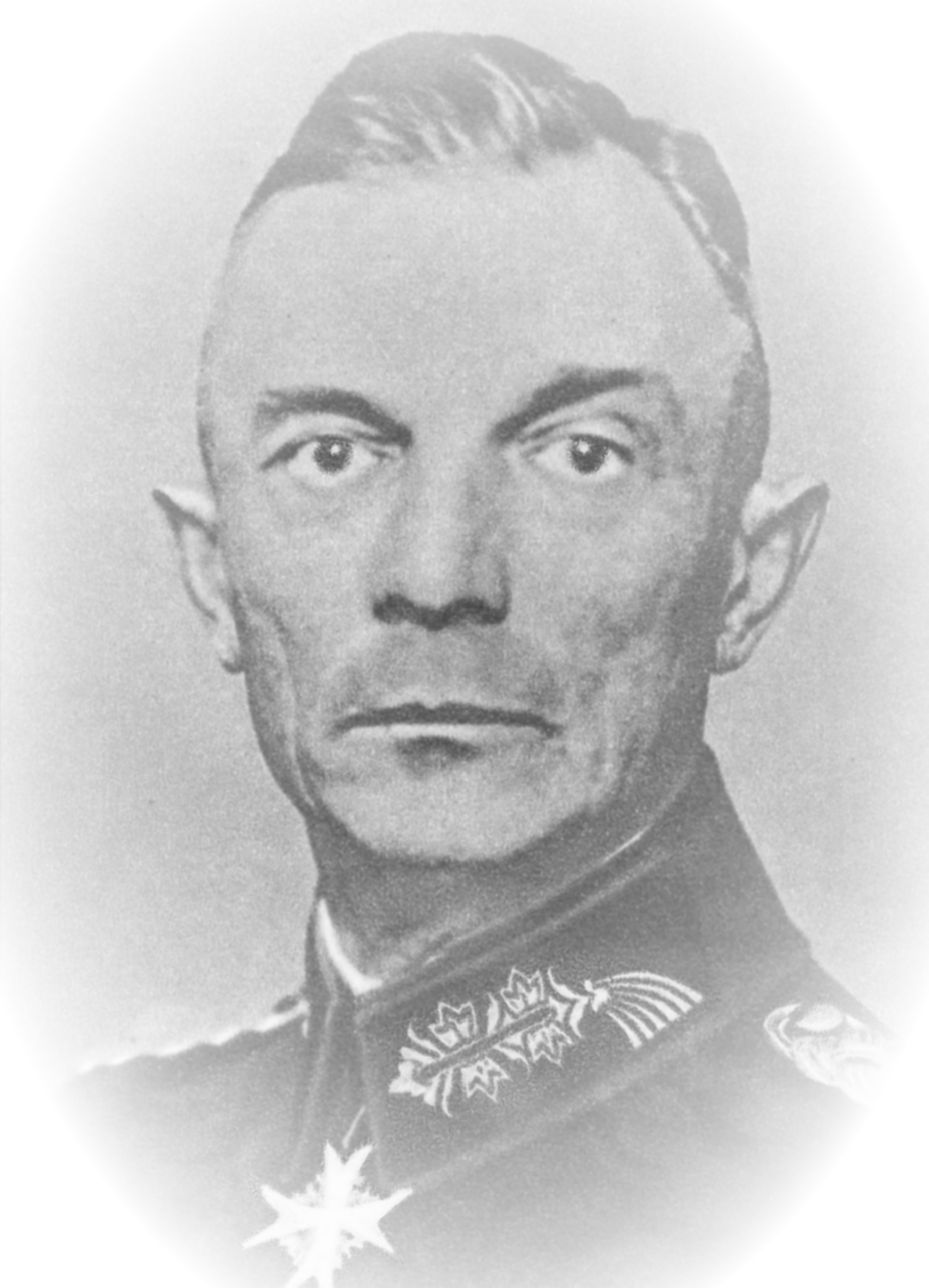
Fedor von Bock, 1941

Completada a invasão, a Wehrmacht passou por uma reformulação. Com base na experiência polonesa, a Panzerwaffe foi remodelada e novas metodologias estratégicas foram adotadas. Para a invasão da França, o então Grupo de Exércitos Norte passou a ser denominado Grupo de Exércitos B, contando agora com o 6º Exército, comandado por Walter von Reichenau, e com o 18º Exército, sob o comando de Georg von Küchler. Contando com poucas unidades blindadas e motorizadas, a função de von Bock seria comandar a invasão dos Países Baixos, para, na Bélgica, atrair as principais forças francesas e britânicas. Uma vez travado o combate, o grosso do exército alemão invadiria a França pelas Ardenas, contornando o flanco direito francês e cortando a linha aliada.
Embora congregasse nas suas fileiras apenas duas divisões Panzer, o Grupo de Exércitos B enfrentou as melhores divisões blindadas francesas, obtendo relativo sucesso, limitado, no entanto, pelo desempenho dos Panzers I e II que estavam empregados nas tropas de von Bock. Após a rendição belga, o Grupo de Exércitos B continuou atacando, empregando suas forças em direção a Dunquerque, onde as tropas aliadas estavam sendo evacuadas. Com o passo de Calais totalmente dominado, von Bock agrupou alguma de suas forças no Somme, onde a travessia foi feita sem dificuldades. A rendição francesa veio logo após, em 25 de junho.

## URSS

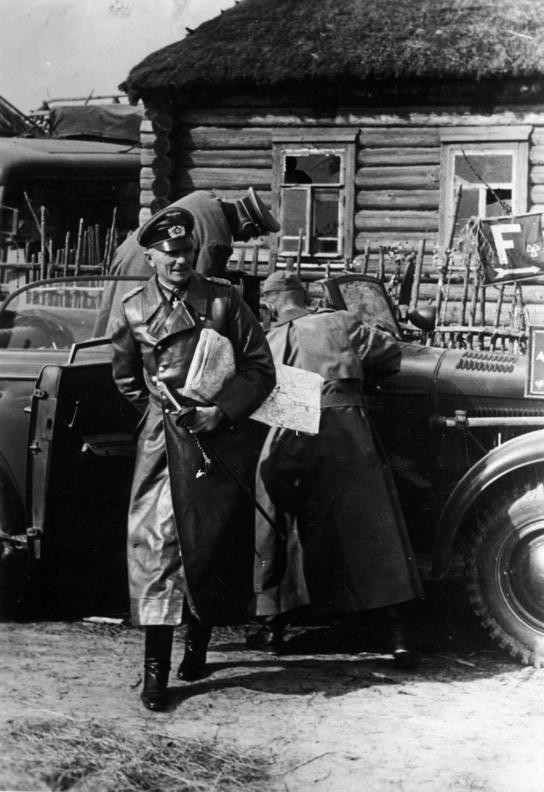
Fedor von Bock no front soviético, em outubro de 1941.

Antes da invasão a Rússia, nova reformulação ocorreu na Wehrmacht, com o ingresso, na Panzerwaffe, de novos armamentos; a principal mudança não se deu em números mas sim em qualidade. Na invasão da França, 2/3 dos tanques eram leves; para a Operação Barbarossa, 2/3 eram agora tanques médios. O então Grupo de Exércitos B foi renomeado Grupo de Exércitos Centro. Von Bock teria o principal objetivo da operação: capturar Moscou e forçar o armistício, exatamente como os alemães haviam feito nas invasões anteriores. Para tal feito, von Bock contaria com o 4º e 9º Exército e os 2º e 3º Panzergruppe (Guderian e Hoth), que tinham nas suas linhas 7 divisões panzer e 7 divisões motorizadas.
Iniciada a invasão, a arrancada foi espetacular; pegas de surpresa, as forças russas não tiveram outra alternativa a não ser enclausurar-se em bolsões, que eram depois liquidados. As unidades de vanguarda do Grupo de Exércitos Centro chegavam a cumprir 80 km por dia. Por conta dessa avanço fabuloso, o qual as unidades de infantaria não conseguiam acompanhar, von Bock recebeu, mais de uma vez, orientações do Estado-Maior do Exército para reter seus Panzergruppe até o apoio aproximado da infantaria.
A medida que as tropas da Wehrmacht avançavam, no entanto, o vigor diminuía. Pesadas baixas, extensão demasiada das linhas e, principalmente, início do inverno russo, diminuíam drasticamente o poder combativo das forças blindadas. Somado a esses problemas naturais, havia a ingerência de Hitler sobre os rumos das forças blindadas. No arrancada para Moscou, von Bock por diversas vezes teve suas principais forças remanejadas para outras direções, ora para apoiar as investidas do Grupo de Exércitos Sul, ora para integrar as forças destacas para tomar Leningrado, ao norte. No início de outubro, finalmente, von Bock conseguiu dar início a investida contra a capital russa, e chegaria perto dela no final de novembro, quando algumas unidades de vanguarda chegaram a ver as torres do Kremlin, tão próximas que estavam de Moscou. A feroz defesa russa, somada ao vigor do inverno, fez com que, no entanto, a ofensiva final não lograsse sucesso. Esse revés representava a primeira grande derrota do Exército Alemão, pondo abaixo o mito da invencibilidade. Quando ficou claro que Moscou não seria capturada, Hitler deu início a um expurgo na frente oriental. Von Bock não foi poupado, sendo substituído por von Kluge; junto com ele, outros generais também foram afastados, como Guderian, Hoth, Hoepner, Halder, Brauchitsch, von Leeb, etc.

## Fim da carreira

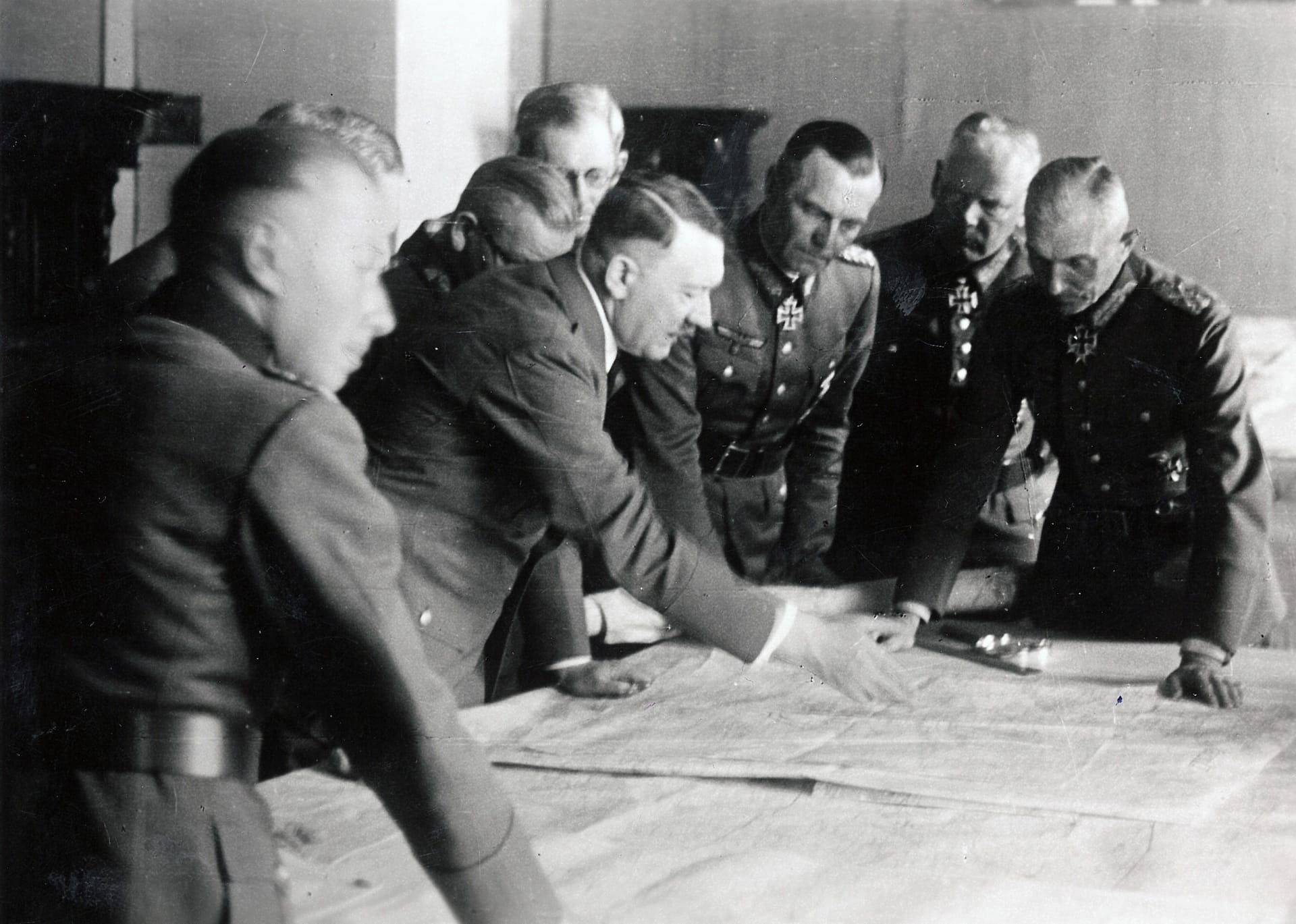
Adolf Hitler durante uma reunião de situação no quartel-general do Exército Grupo Sul, em Poltava, no dia 1º de junho de 1942. Na imagem, estão apresentadas várias figuras proeminentes do alto comando militar alemão, incluindo o marechal de campo Fedor von Bock (à direita de Hitler). A reunião reflete a estratégia militar em andamento na Frente Oriental, enquanto as forças alemãs enfrentavam desafios importantes. Bock, comandante do Exército Grupo Centro, foi uma figura central em vários aspectos da guerra, incluindo a Batalha de Stalingrado, que marcou o fim de sua carreira militar.

Após a demissão, ocorrida em 19 de novembro, von Bock, que já estava com a saúde debilitada, ficou afastado do serviço ativo por um ano, quando assumiu o Grupo de Exércitos Sul e, depois, o Grupo de Exércitos B. A permanência, no entanto, foi curta, pois seis meses depois von Bock se afastou novamente por motivos de saúde. Depois desses cargos, von Bock não mais retornou ao serviço ativo. Em maio de 1945, foi seriamente ferido em um ataque aéreo realizado por caças britânicos. Veio a falecer no dia seguinte, em 4 de maio de 1945, com 64 anos.